# Casio PV-1000
PV-1000 (іноді також Casio PV-1000) — 8-бітна ігрова приставка, випущена японською компанією Casio в жовтні 1983 року за ціною 14 800 єн (139 $).

## Ігри
За недовгий термін існування PV-1000 до неї було випущено близько 15 ігор, багато з яких були адаптаціями ігор Casio з комп'ютерів MSX.
Ігри PV-1000
- Amidar
- Dig-Dug
- Dirty Chameleon
- Excite Mahjong
- Fighting Bug
- Naughty Boy
- Pachinko UFO
- Pooyan
- Space Panic
- Super Cobra
- Turpin
- Tutankhamon
- Warp & Warp

## Ланки
- PV-1000 [Архівовано 7 листопада 2015 у Wayback Machine.] на сайті Video Game Console Library